# Rhabditophanes aphodii
Rhabditophanes aphodii är en rundmaskart. Rhabditophanes aphodii ingår i släktet Rhabditophanes och familjen Rhabditidae. Inga underarter finns listade i Catalogue of Life.